# Jordan Davis (cantante)
Jordan Carl Wheeler Davis (Shreveport, 30 marzo 1988) è un cantante statunitense.

## Biografia
Jordan Davis si è fatto conoscere col primo album in studio Home State, certificato oro dalla Music Canada, contenente i brani di successo Singles You Up, Take It from Me e Slow Dance in a Parking Lot, tutti e tre classificatisi nella top 50 della Billboard Hot 100 e certificati almeno platino dalla Recording Industry Association of America.
Bluebird Days, secondo LP, è uscito nel febbraio 2023 e si è posizionato al 19º posto della Billboard 200. Si è conteso il Billboard Music Award alla miglior canzone country per Buy Dirt.

## Discografia

### Album in studio
- 2018 – Home State
- 2023 – Bluebird Days

### EP
- 2020 – Jordan Davis
- 2021 – Buy Dirt
- 2023 – The Hits

### Singoli
- 2018 – Singles You Up
- 2018 – Take It from Me
- 2019 – Slow Dance in a Parking Lot
- 2019 – Trouble Town
- 2019 – Cool Anymore (feat. Julia Michaels)
- 2020 – Detours
- 2020 – Almost Maybes
- 2020 – Lose You
- 2021 – Need to Not
- 2021 – Buy Dirt (feat. Luke Bryan)
- 2022 – Good Beer (con i Seaforth)
- 2022 – Buy Dirt
- 2022 – What My World Spins Around
- 2022 – Next Thing You Know
- 2022 – Midnight Crisis (feat. Danielle Bradbery)
- 2022 – Part of It
- 2023 – Next Thing You Know
- 2024 – Good News Sold
- 2024 – Among Friends (con i Needtobreathe)